# 曼利奥·迪罗萨
曼利奥·迪罗萨（義大利語：Manlio Di Rosa，1914年9月14日—1989年3月15日），生于里窝那，意大利前男子击剑运动员。他曾参加四届夏季奥运会，共获得2枚金牌、2枚银牌和1枚铜牌。他也是1951年世界击剑锦标赛男子个人花剑冠军得主。